# Districtul Srinagarindra
Srinagarindra (în thailandeză ศรีนครินทร์) este un district (Amphoe) din provincia Phatthalung, Thailanda, cu o populație de 25.412 locuitori și o suprafață de 225,6 km².

## Componență
Districtul este subdivizat în 4 subdistricte (tambon), care sunt subdivizate în 42 de sate (muban).
| Nr. | Nume      | În thailandeză | Sate | Locuitori |  |
| --- | --------- | -------------- | ---- | --------- |  |
| 1.  | Chumphon  | ชุมพล           | 14   | 8,195     |  |
| 2.  | Ban Na    | บ้านนา          | 11   | 7,268     |  |
| 3.  | Ang Thong | อ่างทอง         | 8    | 4,246     |  |
| 4.  | Lam Sin   | ลำสินธุ์          | 9    | 5,703     |  |